# Pisingaña
Pisingaña es una película dramática colombiana de 1986 dirigida por Leopoldo Pinzón con guion de Germán Pinzón. La cinta ganó el premio Círculo Precolombino en las categorías Mejor Director y Mejor Guion en el tercer Festival de cine de Bogotá, 1986.

## Sinopsis
Una joven campesina debe huir a la gran ciudad, víctima de la desgarradora violencia rural existente en Colombia. Allí se convierte en una empleada de servicio de una familia adinerada. Tras escapar de la violencia rural, ahora deberá enfrentar el acoso del padre de dicha familia y la incomprensión de los habitantes de la ciudad ante su realidad de desplazada.

## Reparto
| Actor              | Personaje |
| ------------------ | --------- |
| Víctor Hugo Morant |           |
| Pepe Sánchez       |           |
| Consuelo Luzardo   |           |
| Yuly Pedraza       |           |
| Carlos Barbosa     |           |
| Gustavo Angarita   |           |
| Edgardo Román      |           |